# 1655 a tudományban
Az 1655. év a tudományban és a technikában.

## Halálozások
- október 24. – Pierre Gassendi fizikus, aki szerepet játszott az atomelméletben. (* 1592)